# Невежин, Павел Петрович
Па́вел Петро́вич Неве́жин (13 октября 1923, Студёнка, Пензенская губерния — 3 сентября 2013, Москва) — старшина Рабоче-крестьянской Красной Армии, участник Великой Отечественной войны, полный кавалер ордена Славы.

## Биография
Павел Невежин родился 13 октября 1923 года в селе Студёнка (ныне — Пачелмский район Пензенской области) в семье крестьян. Родители: отец — Невежин Петр Алексеевич (родился 21 декабря 1894 года), мать — Саблина Матрёна Сергеевна (родилась 7 ноября 1897 года).
С 1 сентября 1940 года после окончания школы, стал преподавателем математики и немецкого языка в Козловской неполной средней школе.
6 февраля 1942 года Невежин был призван на службу в Рабоче-крестьянскую Красную Армию. В мае 1942 окончил обучение на 8 РТК (радиотехнические курсы). В июле 1942 года зачислен в 15-й ОРБ (отдельный разведывательный батальон) под командованием Богдасарова Сумбата Акоповича в составе 26-го танкового корпуса. С ноября того же года — на фронтах Великой Отечественной войны. В боях два раза был ранен.
10 мая 1944 года Невежин вместе с пехотой переправился через Днестр в районе населённого пункта Шерпены и принял активное участие в боях за захват и удержание плацдарма, поддерживая бесперебойную связь с артиллерией, ведшей огонь с восточного берега. Приказом по 57-й гвардейской стрелковой дивизии от 20 мая 1944 года гвардии сержант Павел Невежин был награждён орденом Славы 3-й степени.
29 января 1945 года Невежин обеспечивал бесперебойную связь во время боёв за населённые пункты Либух и Кальцих к северо-востоку от польского города Мезеритц, лично уничтожил трёх солдат противника. Также отличился во время форсирования Одера к югу от Кюстрина. Приказом по 8-й гвардейской армии гвардии старший сержант Павел Невежин был награждён орденом Славы 2-й степени.
26 апреля 1945 года Невежин в боях за Берлин вновь обеспечил бесперебойную связь стрелковых частей с командованием, лично уничтожил четырёх солдат противника. 27 апреля он был тяжело ранен.
8 мая 1945 года Невежин бежал из госпиталя, добрался до Берлина, где и встретил День Победы, оставил на рейхстаге свою роспись.
Указом Президиума Верховного Совета СССР от 15 мая 1946 года за «мужество, храбрость и мастерство, проявленные в боях за Берлин» гвардии старший сержант Павел Невежин был награждён орденом Славы 1-й степени.
В ноябре 1945 года в звании старшины Невежин был демобилизован.
С 1 ноября 1946 года по 1 сентября 1947 года работал учителем на родине, затем в марте 1949 года с отличием окончил Пензенский строительный техникум.
15 февраля 1947 года женился на Анне Егоровне Шварёвой (родилась 14 октября 1923 года), в браке родилось двое детей: Невежин Виктор Павлович (родился 3 января 1948 года) и Невежина Нина Павловна (родилась 22 марта 1950 года).
Работал в строительных организациях Херсона и Москвы. С 1991 года — на пенсии. Активно занимался общественной деятельностью, участвовал в военно-патриотическом воспитании подрастающего поколения России и стран СНГ.
Скончался 3 сентября 2013 года, похоронен на Троекуровском кладбище Москвы.
Почётный гражданин города Покров Днепропетровской области Украины. Был также награждён орденами Отечественной войны 1-й степени и Красной Звезды, рядом медалей.
На родине в п.г.т Пачелма Пензенской области в комплексе «Мемориал Славы» 9 мая 1985 года ему установлен бюст (на данный момент, он демонтирован из-за осквернения памятника вандалами).